# Смоляри-Свитязские
Смоляри-Свитязские (укр. Смолярі-Світязькі; до 2024 года — Смоляры-Свитязские) — село в Шацкой поселковой общине Ковельского района Волынской области Украины.
До 2020 года входило в Шацкий район.
Код КОАТУУ — 0725780904. Население по переписи 2001 года составляет 279 человек. Почтовый индекс — 44023. Телефонный код — 3355. Занимает площадь 0,409 км².
В сентябре 2024 года, постановлением Верховной Рады Украины село было переименовано в Смоляри-Свитязские